# Dolfines Guaraní
Dolfines Guaraní — многофункциональный высотный жилой комплекс в районе Пуэрто-Норте, в Росарио, Аргентина. Расположен на проспекте (авениде) Эстанислао Лопеса. Состоит из двух корпусов. Построен в 2009 году.

## Описание

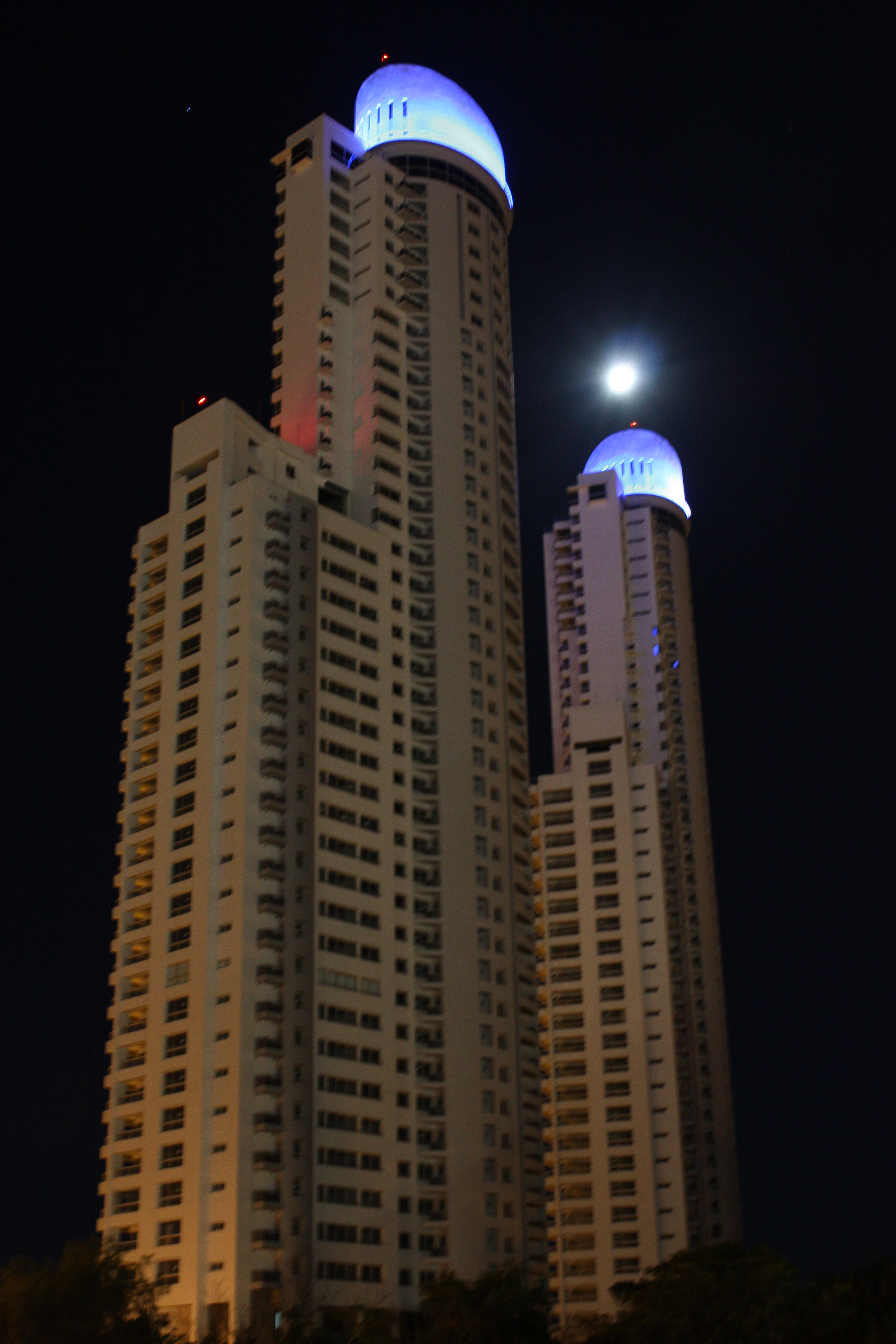
Вид башен ночью

В состав комплекса входят башни-близнецы (Dolfines Guaraní 1 и 2), с 45 этажами и высотой в 136,5 метров каждая. После окончания строительства башни Dolfines Guaraní стали самыми высокими зданиями в Аргентине за пределами Буэнос-Айреса. Комплекс расположен на берегу реки Парана, в районе Пуэрто-Норте. Крыша представляет собой купол белого цвета, подсвечиваемый ночью различными цветами. Dolfines Guaraní располагают полем для гольфа, олимпийскими бассейнами, саунами, гимнастическим залом.